# NGC 6149
NGC 6149 est une galaxie lenticulaire située dans la constellation d'Hercule. Sa vitesse par rapport au fond diffus cosmologique est de 2 488 ± 4 km/s, ce qui correspond à une distance de Hubble de 36,7 ± 2,6 Mpc (∼120 millions d'al). NGC 6149 a été découverte par l'astronome américain Lewis Swift en 1849.
Selon la base de données Simbad, NGC 6149 est une galaxie LINER, c'est-à-dire une galaxie dont le noyau présente un spectre d'émission caractérisé par de larges raies d'atomes faiblement ionisés.